# 조지훈 (1979년)
조지훈(1979년 7월 4일 ~ )대한민국 전북특별자치도 전주시 출신으로 롯데 자이언츠 응원단장으로 활동하고 있다.

## 출생과 학력
- 1979년 7월 4일
- 수원대학교 체육학 학사

## 경력
- 2000년 수원대학교 응원단 단장
- 2001년 한화 이글스 응원단장
- 2001년 ~ 2003년 KIA 타이거즈 응원단장
- 2000년 ~ 2004년 안양 sbs스타즈 응원단 단장
- 2006년 ~ 2008년 원주 동부 프로미 응원단 단장
- 2006년 ~ 2008년 춘천 우리은행 한새 여자농구단 응원단 단장
- 2008년 ~ 2011년 한국도로공사 하이패스 제니스 배구단 응원단 단장
- 2009년 ~ 2011년 LG 손해보험 그레이터스 응원단 단장
- 2006년 ~ 롯데 자이언츠 응원단 단장